# Roučkovice
Roučkovice (německy Rautschkowitz) je vesnice, část města Pacov v okrese Pelhřimov. Nachází se asi 2,5 km na východ od Pacova. Prochází zde silnice II/129. V roce 2009 zde bylo evidováno 81 adres. V roce 2001 zde trvale žilo 182 obyvatel.
Roučkovice je také název katastrálního území o rozloze 6,95 km2.

## Obecní správa
V letech 1869–1890 k obci patřil Samšín.